# Punta Cup
A Punta Cup foi uma competição de futebol sub-18 realizada anualmente entre 2004 e 2011 em Punta del Este, no Uruguai. O Nacional é o maior vencedor com três conquistas.

## História
A competição ocorria todos os anos durante o mês de março desde 2004, onde os jovens jogadores de países diferentes e até 18 anos tinham a oportunidade de competir em um torneio internacional pela primeira vez. O evento era realizado a cada ano em Punta del Este, Uruguai (mais precisamente, no Estádio Domingo Burgueño da cidade de Maldonado, em Aiguá no Pão de Açúcar, no Estádio de San Carlos e em Ateniense, também em São Carlos). 
Era um evento único na América Latina e de determinada forma, era um dos três grandes torneios mundiais para o nível de idade dos atletas. Participaram em várias edições, clubes como Barcelona e Real Madrid da Espanha; Grêmio, Internacional e Santos do Brasil; San Lorenzo, Independiente, Boca Juniors e River Plate, da Argentina; Nacional e Peñarol do Uruguai; entre outros. 
Entre os jogadores mais famosos que jogaram o torneio, podem ser mencionados Fernando Gago, Alexandre Pato, Radamel Falcao, Luis Suárez, Luiz Adriano entre outros.

## Campeões
Com disputa de terceiro lugar
Sem disputa de terceiro lugar

### Títulos por clube
| Pos  | Clube                | Títulos | Vices | Semifinais |
| ---- | -------------------- | ------- | ----- | ---------- |
| 1.º  | Nacional             | 3       | 3     | —          |
| 2.º  | Internacional        | 2       | —     | —          |
| 3.º  | Barcelona            | 1       | —     | —          |
| 3.º  | Guaraní              | 1       | —     | —          |
| 3.º  | Vélez Sarsfield      | 1       | —     | —          |
| 6.º  | Grêmio               | —       | 2     | 1          |
| 7.º  | Pão de Açúcar        | —       | 1     | 1          |
| 8.º  | Defensor Sporting    | —       | 1     | —          |
| 8.º  | Talleres             | —       | 1     | —          |
| 10.º | Miramar              | —       | —     | 2          |
| 10.º | Peñarol              | —       | —     | 2          |
| 10.º | River Plate          | —       | —     | 2          |
| 13.º | Boca Juniors         | —       | —     | 1          |
| 13.º | Caxias               | —       | —     | 1          |
| 13.º | Cerro                | —       | —     | 1          |
| 13.º | Danubio              | —       | —     | 1          |
| 13.º | Fénix                | —       | —     | 1          |
| 13.º | Montevideo Wanderers | —       | —     | 1          |
| 13.º | San Lorenzo          | —       | —     | 1          |
| 13.º | Seleção Paraguaia    | —       | —     | 1          |

### Títulos por país
| Pos | País      | Títulos | Vices | Semifinais |
| --- | --------- | ------- | ----- | ---------- |
| 1.º | Uruguai   | 3       | 4     | 8          |
| 2.º | Brasil    | 2       | 3     | 3          |
| 3.º | Argentina | 1       | 1     | 4          |
| 4.º | Paraguai  | 1       | —     | 1          |
| 5.º | Espanha   | 1       | —     | —          |